# Strzępiak liliowowierzchołkowy

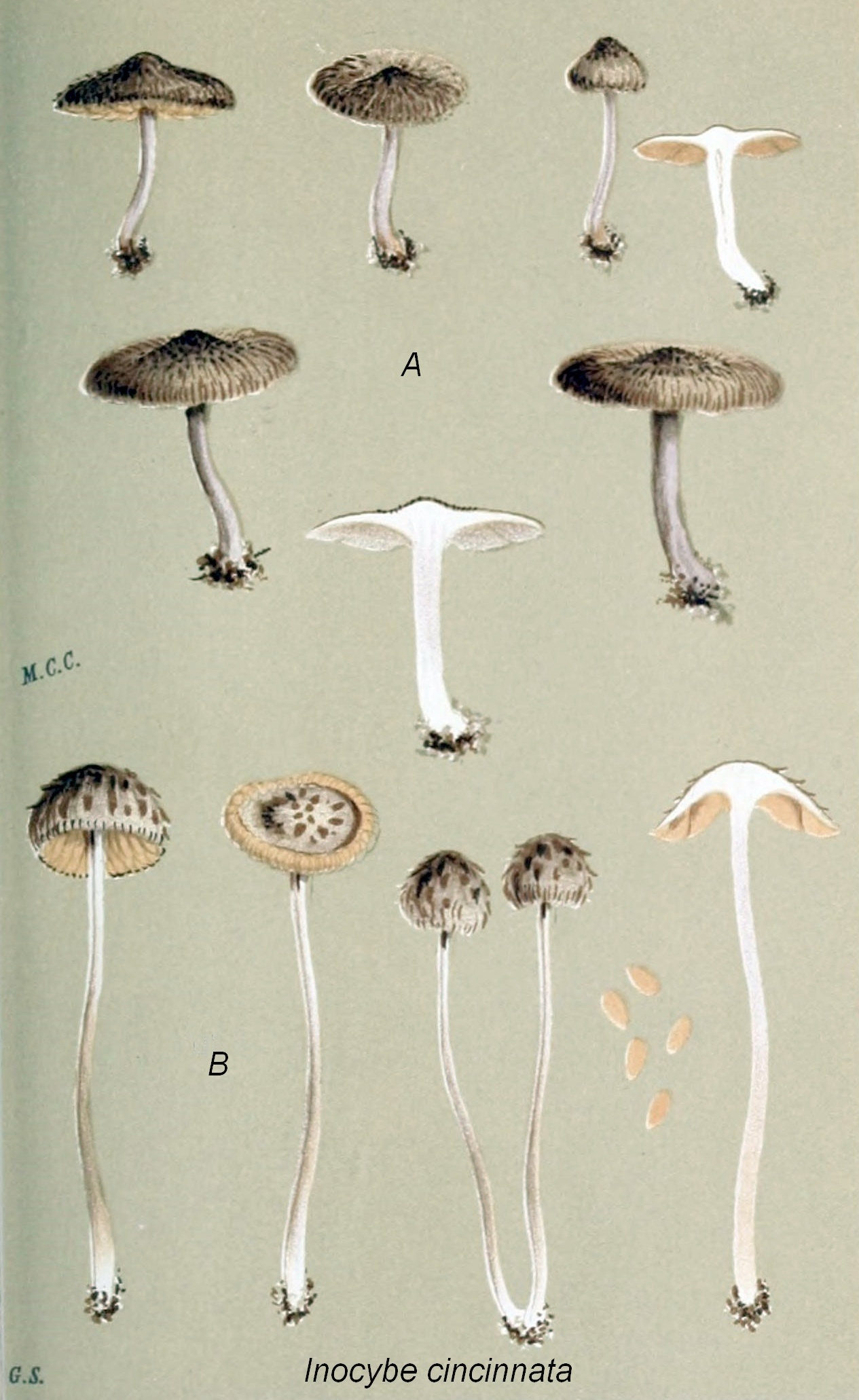

Strzępiak liliowowierzchołkowy, strzępiak kędzierzawy (Inocybe cincinnata (Fr.) Quél.) – gatunek grzybów należący do rodziny strzępiakowatych (Inocybaceae).

## Systematyka i nazewnictwo
Pozycja w klasyfikacji według Index Fungorum: Inocybe, Inocybaceae, Agaricales, Agaricomycetidae, Agaricomycetes, Agaricomycotina, Basidiomycota, Fungi.
Po raz pierwszy zdiagnozował go w 1821 r. Elias Fries nadając mu nazwę Agaricus cincinnatus. Obecną, uznaną przez Index Fungorum nazwę nadał mu Lucien Quélet w 1872 r.
Synonimy:

- Agaricus cincinnatus Fr. 1821
- Agaricus phaeocomis Pers. 1828
- Inocybe cincinnata var. ambigua E. Ferrari 2007
- Inocybe cincinnata var. major (S. Petersen) Kuyper 1989
- Inocybe cincinnata var. transiens (Reumaux) E. Ludw. 2017
- Inocybe cincinnatula Kühner 1953
- Inocybe conformata P. Karst. 1889
- Inocybe obscura var. major S. Petersen 1911
- Inocybe obscura var. transiens Reumaux 1984
- Inocybe obscuroides P.D. Orton 1960
- Inocybe obscuroides f. heterospora Bon 1984
- Inocybe obscuroides var. marginata Bon 1979
- Inocybe phaeocomis (Pers.) Kuyper 1986
- Inocybe phaeocomis var. major (S. Petersen) Kuyper 1986
- Inocybe phaeocomis var. transiens (Reumaux) Poirier, Moënne-Locc 1989

Nazwę strzępiak kędzierzawy podał w 1990 r. Andrzej Nespiak, autor monografii strzępiaków występujących w Polsce. Władysław Wojewoda w 2003 r. zaproponował nazwę strzępiak liliowowierzchołkowy, nie wspominając o nazwie A. Nespiaka.

## Morfologia
Kapelusz
Średnica do 3 cm, początkowo stożkowaty, potem rozpłaszczający się i w końcu płaski. Ma ostry garbek. Brzeg początkowo wyraźnie podgięty, potem wyprostowujący się i kolejno załamany, prosty i podgięty ku górze. Powierzchnia sucha, włókienkowato-łuseczkowata. Barwa od jasnobrązowej do ciemnobrązowej. Na brzegu, wskutek mniejszej ilości łuseczek ma delikatny fioletowy odcień.
Blaszki
Gęste, prawie przyrośnięte, cienkie, o barwie orzechowobrązowej, z bardzo tylko słabym odcieniem fioletu. Ostrza ciemniejsze, orzęsione.
Trzon
Wysokość 2–4 cm, grubość 0,2–0,4 cm, walcowaty, czasami przy podstawie nieznacznie stożkowato rozszerzony. Powierzchnia włókienkowato-łuseczkowata, z wyraźnym fioletowym odcieniem w górnej części, w dolnej o barwie kapelusza.
Miąższ
W kapeluszu ma grubość 1–2 mm i jest jasnofioletowy, w trzonie natomiast tuż pod powierzchnią jest fioletowy, w środku zupełnie biały. Zapach spermy lub gołej ziemi. Brak wyraźnego smaku.
Cechy mikroskopowe
Zarodniki łódeczkowato-wrzecionowate, pękate, czasami nieregularne, o wymiarach 8–11,5 × 4,9–6,5 µm. Występują nieregularnie wrzecionowate lub maczugowate metuloidy o wymiarach 50–90 × 10–18 µm. Są prawie bez kryształków, a ich ściany pod wpływem amoniaku silnie żółkną. Pomiędzy metuloidami znajdują się maczugowate, brunatne wstawki.

## Występowanie i siedlisko
Strzępiak liliowowierzchołkowy występuje na północnej półkuli. Podano jego stanowiska w Ameryce Północnej, Europie oraz w Japonii. W piśmiennictwie naukowym na terenie Polski do 2003 r. podano co najmniej 5 stanowisk.
Grzyb mikoryzowy. Występuje na ziemi w lasach mieszanych. Na publikowanych stanowiskach w Polsce owocniki od lipca do września.